# Orden Karls III.

Abzeichen des Ordens Karls III.

Der Orden Karls III. (offiziell: Real y Distinguida Orden Española de Carlos III) ist als Verdienstorden für den katholischen Adel von König Karl III. von Spanien am 19. September 1771 unter dem Patronat der Unbefleckten Empfängnis Mariens gestiftet worden. Anlass soll die Geburt seines Enkels Carlos Clemente, des Sohns des damaligen Fürsten von Asturien Karl gewesen sein.
Der Orden wurde durch König Karl IV. 1804 erneuert. 1808 wurde der Orden durch König Joseph Napoleon aufgehoben. König Ferdinand VII. aktivierte diesen Orden nochmals 1814.
Bei der Aufnahme neuer Ritter war durch diese eine Gebühr zu entrichten. Das war klassenabhängig.
Heute ist er die höchste zivile Auszeichnung, die in Spanien verliehen wird.

## Ordensklassen
Der Orden hatte ursprünglich nur zwei Klassen, 60 Großkreuzritter und 200 Ritter. 1783 wurden die Caballeros Supernumerarios, die überzähligen Ritter, eingeführt. Mit der Umwandlung des Ordens in einen reinen Verdienstorden 1847 wurde die bisherige Ritterklasse (auch pensionados genannt) durch die des Comendador de Número (entspricht dem Komtur I. Klasse), die überzähligen Ritter durch Komtur- und Ritterklasse ersetzt. Seit 1878 teilt sich der Orden in fünf Klassen, die obersten drei sind, zuzüglich der Mitglieder der Königsfamilie, begrenzt:
- Collaneritter (Caballero del Collar), begrenzt auf 25 Inhaber
- Großkreuzritter (Caballero de la Gran Cruz), begrenzt auf 100 Inhaber
- Komtur I. Klasse (Comendador de Número), begrenzt auf 200 Inhaber
- Komtur II. Klasse (Comendador)
- Ritter (Caballero de la Cruz)

## Ordensdekoration
Das blau-emaillierte achtspitzige Malteserkreuz ist mit goldener Linie getrennt vom weiß gerandetem Teil. Die Außenkante hat eine goldene Kante und an allen Kreuzspitzen sind goldene Kugeln angebracht. In den Kreuzwinkeln ist je eine goldene Lilie eingesetzt. Auf dem Kreuz ist ein Oval als Medaillon, blau eingefasst, aufgelegt, dessen Vorderseite goldgelb emailliert ist und die Jungfrau Maria auf einen liegenden Halbmond steht. Die Rückseite zeigt den Namenszug von Karl III. (CIIIƆ) und ein Lorbeerkranz umgibt das Gebilde mit der Ordensdevise „Virtuti et merito“ (Für Tugend und Verdienst).
Die Collane wurde ursprünglich bei besonderen Anlässen von Großkreuzen um den Hals getragen, seit 1878 nur von den Collane-Rittern. Die Glieder wechseln zwischen schreitendem Löwe, Mauerturm und einem Kriegszeichen.
| Insignien   |                                              |                          |                                                                         |
|             |                                              |                          |                                                                         |
| Collane     | Bruststern zur Collane (seit 1896)           | Bruststern zum Großkreuz | Bruststern des Komturs I. Klasse (1815–1847 Bruststern der pensionados) |
|             |                                              |                          |                                                                         |
| Komturkreuz | Kreuz der Komtur-Damen (seit 1983, optional) | Ritterkreuz              |                                                                         |

## Ordensband und Trageweise der Dekoration

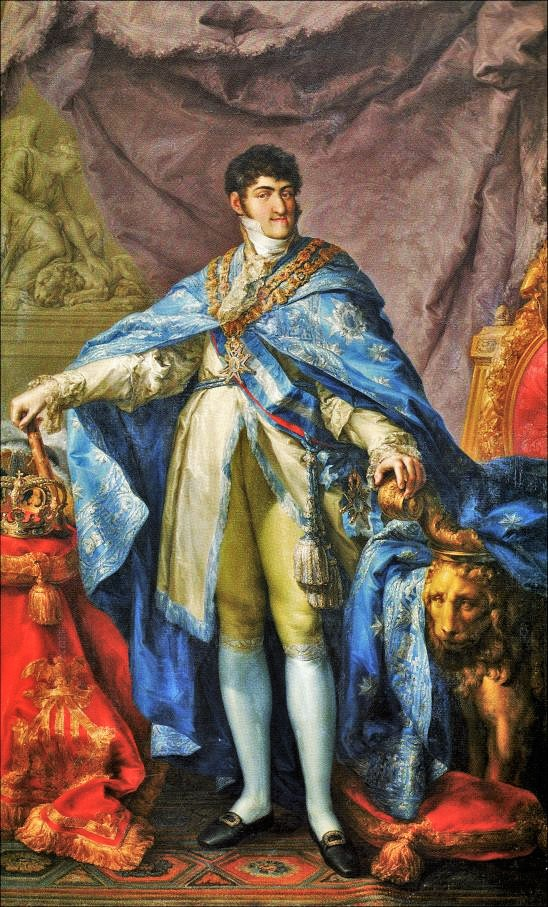
Ferdinand VII. von Spanien im Großmeisterornat des Ordens

Das Ordensabzeichen wird an einem weißen Band mit blauem Randstreifen getragen. Großkreuzritter tragen dieses als Schulterband von der rechten Schulter zur linken Hüfte, dazu einen silbernen Ordensstern mit silbernem Mittelschild, gleich dem des Ordensabzeichens. Die Komture tragen das Abzeichen am Band um den Hals, die I. Klasse dazu einen Stern, der die Insignienrückseite zeigt. Ritter tragen die Auszeichnung im Knopfloch oder auf der linken Brustseite.

## Ordenskleidung
Die zur Zeremonie zu tragende Kleidung war ein Rock und ein mit silbernen Sternen besetzter Mantel, beides aus hellblauer Seide gefertigt. Der Rock hatte blaue und weiße Fransen. Der Gürtel war blau-weiß. Schwarze Schuhe und seidene weiße Strümpfe und ein mit einem Federbusch geschmückter Hut gehörten dazu. Je nach Klasse war der Federbusch blau oder weiß.